# Hành khúc ngày và đêm
Hành khúc ngày và đêm là một tác phẩm nhạc đỏ nổi tiếng ra đời vào năm 1972 của nhạc sĩ Phan Huỳnh Điểu, được phổ nhạc dựa trên bài thơ của nhà thơ Bùi Công Minh. Đây là một trong những tác phẩm tiêu biểu của cố nhạc sĩ này.

## Hoàn cảnh sáng tác
Theo lời kể của nhà thơ Bùi Công Minh, năm 1968, sau khi tốt nghiệp Trường Đại học Sư phạm Hà Nội, ông cùng vài người bạn khác được giữ lại trường. Họ thường xuyên tổ chức các buổi lửa trại, kể cho nhau nghe những câu chuyện của bản thân, trong đó có một câu chuyện về việc một nữ sinh nhận được thư của người yêu gửi về từ chiến trường. Bản thân Bùi Công Minh cũng có câu chuyện tương tự khi người yêu của ông lúc bấy giờ, cũng là vợ ông hiện tại, đang ở xa. Từ cảm xúc trong những câu chuyện về tình yêu bị chia cắt về mặt địa lý, Bùi Công Minh đã viết bài thơ "Ngày và đêm". Bài thơ đã được đăng trên Tạp chí Văn nghệ Quân đội vào ngày 20 tháng 11 năm 1969.
Năm 1972, nhạc sĩ Phan Huỳnh Điểu tình cờ phát hiện bài thơ "Ngày và đêm" trên Tạp chí Văn nghệ Quân đội. Trùng hợp là bài thơ có hoàn cảnh tương tự với con trai ông, vì vậy ông đã quyết định phổ nhạc bài thơ như một món quà tặng cho con trai. Dù vẫn giữ lại phần lớn nội dung bài thơ, nhưng với phong cách riêng của mình, Phan Huỳnh Điểu đã biến bài hát từ tình ca thành một hành khúc.

## Biểu diễn
Bài hát lần đầu tiên được phát hành rộng rãi thông qua Đài Tiếng nói Việt Nam với sự trình bày của ca sĩ, Nghệ sĩ ưu tú Phan Huấn. Tuy nhiên, có một sự cố nhỏ đã xảy ra trước khi ca sĩ Phan Huấn bắt đầu thu âm. Vì câu đầu tiên của bài hát với nội dung "Rất dài và rất xa, là những ngày thương nhớ" bị nhận xét là không phù hợp với bối cảnh cuộc chiến tranh Việt Nam đang diễn ra, dễ làm nản lòng những người lính, nên đã có người khuyên nhạc sĩ Phan Huỳnh Điểu bỏ câu này đi; nhạc sĩ đành chấp nhận. Điều này đã dẫn đến việc bản ghi âm và phát hành đầu tiên của ca sĩ Phan Huấn đã sử dụng "Hờ hờ hờ hớ hơ, là những ngày thương nhớ" để thay thế. Mãi đến sau khi Việt Nam tái thống nhất vào năm 1975, lời bài hát mới được phục hồi nguyên trạng.
Là một bản hành khúc đậm chất trữ tình, "Hành khúc ngày và đêm" đã được đưa vào album "Những bản tình ca đỏ" của Nghệ sĩ ưu tú Quốc Hưng. Ngoài ra, bài hát còn từng được trình bày bởi nhiều ca sĩ khác như Trọng Tấn, Vũ Thắng Lợi, hay Nghệ sĩ Nhân dân như Trần Hiếu, Tường Vi, Vũ Dậu. Không chỉ được các nghệ sĩ gạo cội biểu diễn, "Hành khúc ngày và đêm" còn được giới trẻ chọn để trình bày theo phong cách mới trong nhiều chương trình âm nhạc. Đến nay, hành khúc này vẫn là một trong những tác phẩm nhạc đỏ bất hủ của âm nhạc Việt Nam, thường xuyên xuất hiện trong các chương trình nghệ thuật về Quân đội nhân dân Việt Nam.

## Đón nhận
Ngay từ khi bài hát được sáng tác, Phan Huấn đã được nhạc sĩ Phan Huỳnh Điểu chọn là người biểu diễn đầu tiên. Vì vậy, khi Phan Huấn biểu diễn ca khúc này đã góp phần cổ vũ cho những người lính được ra trận. Ca sĩ Phan Huấn còn từng nhiều lần biểu diễn bài hát này trên khắp các chiến trường Việt Nam. Kể cả trong những bệnh viện dã chiến, nhiều người lính cũng yêu cầu để được nghe biểu diễn. Chỉ sau thời gian ngắn phát hành, bài hát được viết theo nhịp 2-4 như bước chân hành quân này đã nhanh chóng được đón nhận rộng rãi.
Mặc dù được viết theo thể loại hành khúc, nhưng bài hát này lại được các nhà phê bình âm nhạc nhận xét là có giai điệu trau chuốt, trữ tình. Việc "tình ca hóa" một bản hành khúc của nhạc sĩ Phan Huỳnh Điểu đã đem đến sự độc đáo và mới lạ cho thể loại hành khúc cách mạng Việt Nam thời bấy giờ.